# RS-516
Pour les articles homonymes, voir Route 516.
La RS-516 est une route locale du Centre-Ouest de l'État du Rio Grande do Sul qui relie la municipalité de São Martinho da Serra à celle de Santa Maria. Elle dessert ce deux seules communes, et est longue de 20 km. Elle n'est pas asphaltée.